# Patri Friedman
Patri Aaron Forwalter-Friedman (Blacksburg, Virginia, 29 de julio de 1976) es un anarcocapitalista defensor de la creación de micronaciones y otras estructuras sociales como forma de organización política para incrementar la libertad de las personas. Su propuesta es el seasteading, basado en construir y habitar comunidades flotantes en mar abierto. Es graduado de matemática y magíster en informática por la Universidad de Stanford.

## Biografía
Vivió en Virginia, luego en California. Estudio Ciencias de la Computación en Harvey Mudd College. Trabajo como ingeniero de Google en 2008, luego lo dejó por el Seasteading.

## Seasteading
Empezó a conocer el Seasteading por el filosofó e ingeniero de software Wayne Gramlich.
Sobre las comunidades marinas, sostiene que "La cuestión no es sólo crear un sistema político o un tipo de sistema, sino hacer un producto clave para la creación de nuevos países, a fin de que los lotes de los diferentes grupos intenten muchas cosas diferentes, y todos podamos aprender de ello." Friedman es director ejecutivo del Seasteading Institute, financiado al 15 de abril de 2008 con medio millón de dólares de inversión por el inventor de PayPal, Peter Thiel. La misión del Instituto es "establecer comunidades marinas permanentes, autónomas, para la experimentación y la innovación con diversidad de sistemas sociales, políticos, y jurídicos".
Esto fue inicialmente un proyecto a tiempo parcial - un día a la semana mientras trabajaba como ingeniero de Google en el resto del tiempo -, pero la salida de Friedman de Google el 29 de julio de 2008 le dio más tiempo para el seasteading. Él y su socio Wayne Gramlich esperan flotar el primer prototipo seastead en la Bahía de San Francisco dentro de dos años.
Luego salió del CEO del Seasteading Institute en 2011.

## Pensamiento
Considerándose a sí mismo transhumanista y de pertenecer por un tiempo a la junta directiva del grupo de transhumanismo Humanity+ presenta ideas que desarrollan un argumento de carácter participativo y de apoyo a las ideas libertarias considerando que no hay un lugar libre en la tierra. Por lo que su enfoque en ir a colonizar el mar es un paso lógico.
Escribió su forma de lograr la libertad verdadera y liberadora del estado en el journal Cato-Unbound donde escribia al lado de Brian Doherty, Jason Sorens, Peter Thiel.
Sus ideas anarcocapitalistas comparten similitudes con otros libertarios como J. D. Vance, Blake Masters, Peter Thiel y Curtis Yarvin. Aunque sus ideas pueden diferir en aspectos en lo que se refiere a como se debería organizar el estado, o temas sobre la disolución o eliminación de la democracia en Estados Unidos para lograr una autocracia o dictadura del más apto siendo este un CEO-monarca-tecnócrata con poderes cuasi absolutos y que solo responde a una administración pequeña. Aunque, es más afín a las ideas de su padre de que el mercado debe sustituir al estado en todo, por lo tanto, este se extinguirá en el futuro.
Además habla de las criptomonedas en donde reconoce su potencial en un futuro y evitar el monopolio de la moneda del estado.
Debido a las discusiones que se refieren a este tema y la falta de acciones que presenta es por ello que lo consideró "folk activism" debido a su carácter que poco hace para lograr mayores avances en las libertades de las personas y arrumbó a la creación de plataformas en el mar para que estas se autogobiernen con libertad.

## Vida personal
Vivió con su esposa en ese entonces Shannon Friedman, una preparador motivacional y de vida; Peter Thiel, y otros amigos en una co-vivienda en Mountain View llamada Tortuga Intentional Community Lounge. Estas experiencias fueron documentadas en los blogs de Shannon y Patri. Después se divorciaron.

## Familia
Friedman es nieto del Premio Nobel Milton Friedman e hijo del economista y físico David Friedman. Estuvo casado con Shannon, con quien tuvo dos hijos y luego se divorció de ella.
Actualmente está casado con Brit Janeway Benjamin desde el 10 de febrero de 2018 con quien tuvo una hija. Patri y Brit se autodescriben como transhumanistas y racionalistas, y ellos se han puesto a disposición de criogenizar sus cuerpos después de su muerte legal.

## Críticas
"...Elitista y egoista..." Es una crítica al Seasteding y al libro que escribió con Joe Quirk. Seasteading: How Floating Nations Will Restore the Environment, Enrich the Poor, Cure the Sick, and Liberate Humanity from Politicians (En español: Seasteading: Como las naciones flotantes restaurarán el ambiente, enriquecerán a los pobres, curarán enfermedades, y liberaran la humanidad de los políticos).
"Premisas ridículas" Dijo una profesora de arquitectura por lo poco convencional del proyecto.

## Publicaciones
- Seasteading: How Floating Nations Will Restore the Environment, Enrich the Poor, Cure the Sick, and Liberate Humanity from Politicians (Libro)-2018